# He Guan Zi
 (octobre 2013).
Si vous disposez d'ouvrages ou d'articles de référence ou si vous connaissez des sites web de qualité traitant du thème abordé ici, merci de compléter l'article en donnant les références utiles à sa vérifiabilité et en les liant à la section « Notes et références ».
Ho-kouan-tseu (transcription EFEO) ou He Guan Zi (pinyin) 鹖冠子 « le Maître à la crête de faisan » est un penseur chinois de la période prédynastique souvent classé dans le courant taoïste.
Il semble avoir été un ermite du royaume méridional de Chu, selon le Livre des Han.
L'unique ouvrage qu'il semble avoir écrit et qui nous est parvenu porte son nom. Le He Guan Zi a longtemps été considéré comme apocryphe, suivant l’opinion de Liu Zongyuan des Tang. L’historien Lü Simian 吕思勉 (1884-1957) fut le premier à contredire cet avis, avant que les découvertes archéologiques de Mawangdui ne confirment son ancienneté, du fait de la ressemblance de son contenu avec celui de certains textes exhumés.